# Mary Dyer
Mary Barrett Dyer (1611? - 1 de junio de 1660) fue una cuáquera inglesa que fue ahorcada en Boston, Massachusetts por desacatar reiteradamente una ley que prohibía a los cuáqueros entrar en la colonia de Massachusetts. Está considerada la última mártir religiosa de América del Norte. 

## Trayectoria

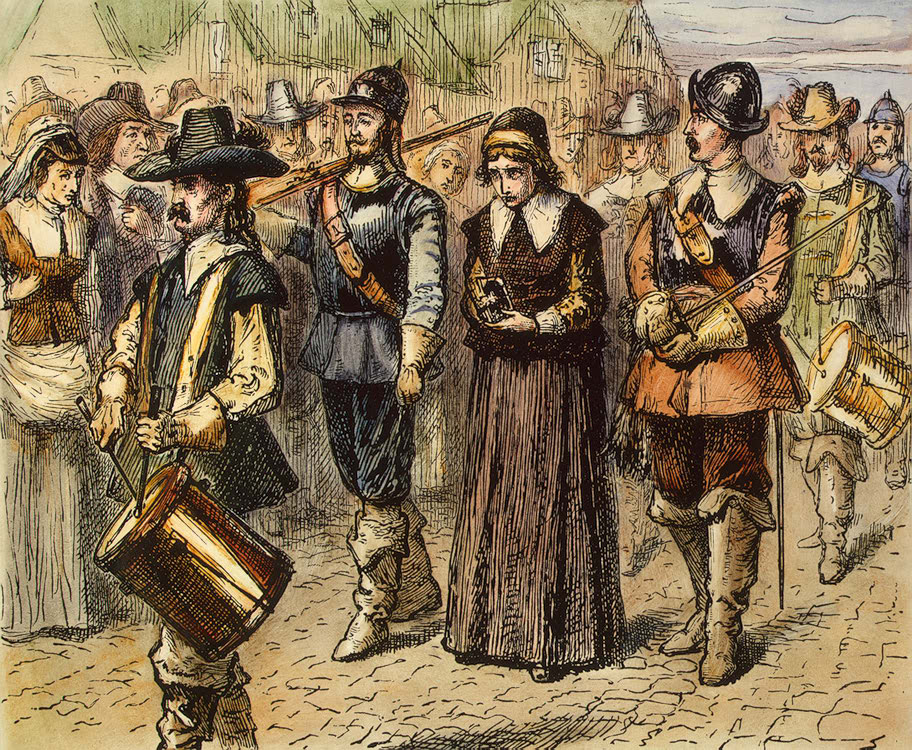
Mary Dyer, camino de la horca.

Mary Dyer conoció a Anne Hutchinson, quien predicaba que Dios "hablaba directamente a las personas" no solo a través del clero. Dyer se unió a la causa de Hutchinson y fue acusada de sostener la llamada "herejía antinomianista", esforzándose por organizar grupos de personas para estudiar la Biblia, contraviniendo la ley teocrática de la Colonia de Massachusetts Bay.
En 1638, Mary Dyer y su esposo, William, fueron desterrados, junto con Hutchinson, de la colonia. Por consejo de Roger Williams, el grupo de Hutchinson y Dyer se mudó a Portsmouth, Rhode Island. William Dyer, al igual que otros 18 hombres, firmó el Pacto de Portsmouth. 
Mary Dyer y su esposo regresaron a Inglaterra con Roger Williams y John Clarke en 1652, cuando Mary Dyer se unió a la Sociedad Religiosa de los Amigos (cuáqueros) al oír los sermones del fundador de la sociedad, George Fox, Finalmente llegó a ser una predicadora cuáquera.
Los Dyer volvieron a Rhode Island en 1657. El año siguiente, ella fue a Boston a protestar por la ley en contra de los cuáqueros, por lo que fue arrestada y expulsada de la colonia. Su esposo, que no se había proclamado cuáquero, no fue arrestado.
Mary Dyer siguió viajando por Nueva Inglaterra para difundir la religión cuáquera, por lo que volvió a ser arrestda en New Haven, Connecticut. Después de su liberación, fue a Massachusetts para visitar a dos cuáqueros ingleses que habían sido arrestados, ella fue arrestada y esta vez permanentemente desterrada de la colonia. Regresó a Massachusetts por tercera vez con un grupo de cuáqueros para públicamente protestar contra la ley y desacatarla. De nuevo fue arrestada y después sentenciada a muerte. Tras un proceso breve, otros dos cuáqueros fueron ejecutados, pero como el esposo de ella era amigo del Gobernador John Winthrop, a ella se le concedió un aplazamiento de último minuto-- en contra de sus propios deseos ya que había rehusado arrepentirse y negar su fe cuáquera.
Fue obligada a regresar a Rhode Island, viajó a Long Island, Nueva York para predicar, pero su conciencia la llevó a volver a Massachusetts en 1660 para retar la ley anticuáquera. A pesar de las súplicas de su esposo y otros familiares, de nuevo rehusó arrepentirse, y volvió a ser condenada y sentenciada a muerte el 31 de mayo. El día siguiente, Mary Dyer fue ahorcada en el centro de Boston por el delito de ser cuáquera en Massachusetts. En sus últimos minutos de vida, no dio muestra alguna de arrepentimiento y fue públicamente ejecutada ante la comunidad de Boston. Se erigió una estatua, en su honor, frente al capitolio del estado de Massachusetts, en Boston.
Escribió dos cartas que se han conservado, enfocadas en su martirio, ambas publicadas póstumamente.